# Psinidia fenestralis
Psinidia fenestralis är en insektsart som först beskrevs av Jean Guillaume Audinet Serville 1838.  Psinidia fenestralis ingår i släktet Psinidia och familjen gräshoppor. Inga underarter finns listade i Catalogue of Life.